# Pelasgen
Pelasgen of Pelasgoi is de naam die in de Griekse geschiedenis traditioneel gegeven wordt aan het voor-Griekse volk (of volkeren?), over wie men niet veel meer weet dan dat zij woonden op het Griekse schiereiland en op enkele andere plaatsen van het noordelijke Middellandse Zeegebied, voor de komst van de eigenlijke Hellenen. Hun mythische stamvader was Pelasgos. Het woord komt van het oud-Grieks: Πελασγοί, Pelasgoí, enkelvoud: Πελασγός, Pelasgós; Πελασ, pelas, betekent: dichtbij. 
De oude Grieken zelf wisten over de Pelasgen niets te vertellen, en over hun taal (het zogenaamde Pelasgisch) zijn de moderne geleerden het niet eens. De taal werd door de Grieken zelf als barbaars gezien, hoewel sommige Romeinse schrijvers "pelasgen" gebruikten als synoniem voor de Grieken. Een voorbeeld hiervan staat in de Troades van Seneca r.876: "Pelasgae maximum gentis decus", de grootste roem van het geslacht Pelasgen, waarmee hij de Grieken bedoelde. De Oostenrijkse filoloog Paul Kretschmer (1866-1956) vestigde in 1896 voor het eerst de aandacht op het probleem, en sedertdien heeft men er beurtelings, tenminste vanuit taalkundig oogpunt bekeken, nu eens niet en dan weer wel een Indo-Europees volk in gezien. Onder meer de Leuvense hoogleraar Albert Joris Van Windekens (1915-1989) verdedigde de hypothese dat de Pelasgen Indo-Europeeërs waren ("Le pelasgique. Essai sur une langue indo-europeenne préhellénique", Leuven, 1952).